# Bernières-le-Patry
Bernières-le-Patry – miejscowość i dawna gmina we Francji, w regionie Normandia, w departamencie Calvados. W dniu 1 stycznia 2016 roku z połączenia 14 ówczesnych gmin – Bernières-le-Patry, Burcy, Chênedollé, Le Désert, Estry, Montchamp, Pierres, Presles, La Rocque, Rully, Saint-Charles-de-Percy, Le Theil-Bocage, Vassy oraz Viessoix – utworzono nową gminę Valdallière. W 2013 roku populacja Bernières-le-Patry wynosiła 568 mieszkańców. 